# New Limerick
New Limerick és una població dels Estats Units a l'estat de Maine (EUA). Segons el cens del 2000 tenia 523 habitants.

## Demografia
Segons el cens del 2000, New Limerick tenia 523 habitants, 223 habitatges, i 148 famílies. La densitat de població era de 10,9 habitants/km².
Dels 223 habitatges en un 25,1% hi vivien nens de menys de 18 anys, en un 61% hi vivien parelles casades, en un 3,1% dones solteres, i en un 33,2% no eren unitats familiars. En el 25,6% dels habitatges hi vivien persones soles el 16,1% de les quals corresponia a persones de 65 anys o més que vivien soles. El nombre mitjà de persones vivint en cada habitatge era de 2,35 i el nombre mitjà de persones que vivien en cada família era de 2,83.
Per edats la població es repartia de la següent manera: un 22,8% tenia menys de 18 anys, un 3,1% entre 18 i 24, un 26,2% entre 25 i 44, un 31,5% de 45 a 60 i un 16,4% 65 anys o més.
L'edat mediana era de 44 anys. Per cada 100 dones de 18 o més anys hi havia 97,1 homes.
La renda mediana per habitatge era de 29.286 $ i la renda mediana per família de 36.250 $. Els homes tenien una renda mediana de 30.588 $ mentre que les dones 19.875 $. La renda per capita de la població era de 14.940 $. Entorn del 10,3% de les famílies i el 10,4% de la població estaven per davall del llindar de pobresa.